# Male Špice
Male Špice so najvišji del grebena vrhov na italijansko-slovenski meji, ki poteka od cestnega prelaza Predel proti Mangartskemu sedlu. Nahajajo se na robu Triglavskega narodnega parka v skupini Mangarta. Poleg njih se v grebenu nahajajo še vrhovi Skala (2.132 m), ločena od njih z Remšendolsko škrbino oz. Sedelcem (2.031 m), od sedla Čez Stože (1.736 m) sledijo proti jugu še nižje ležeči vrhovi, od katerih sta pomembnejša Veliki Grintavec (1.943 m) in Skutnik (1.865 m). Vsi ti vrhovi so zaradi strmih skalnatih pobočij, ki se končujejo na Mangartski planini oz. dolini Koritnice na slovenski strani ter v dolini Remšendola na italijanski strani, in brezpotja težje dosegljivi.

## Vir
- Manj znane poti slovenskih gora, Vladimir Habjan Cobiss